# Kachina (mythologie)
Pour les articles homonymes, voir Kachina.
Ne pas confondre avec Katsina, l’État et la ville du nord du Nigéria

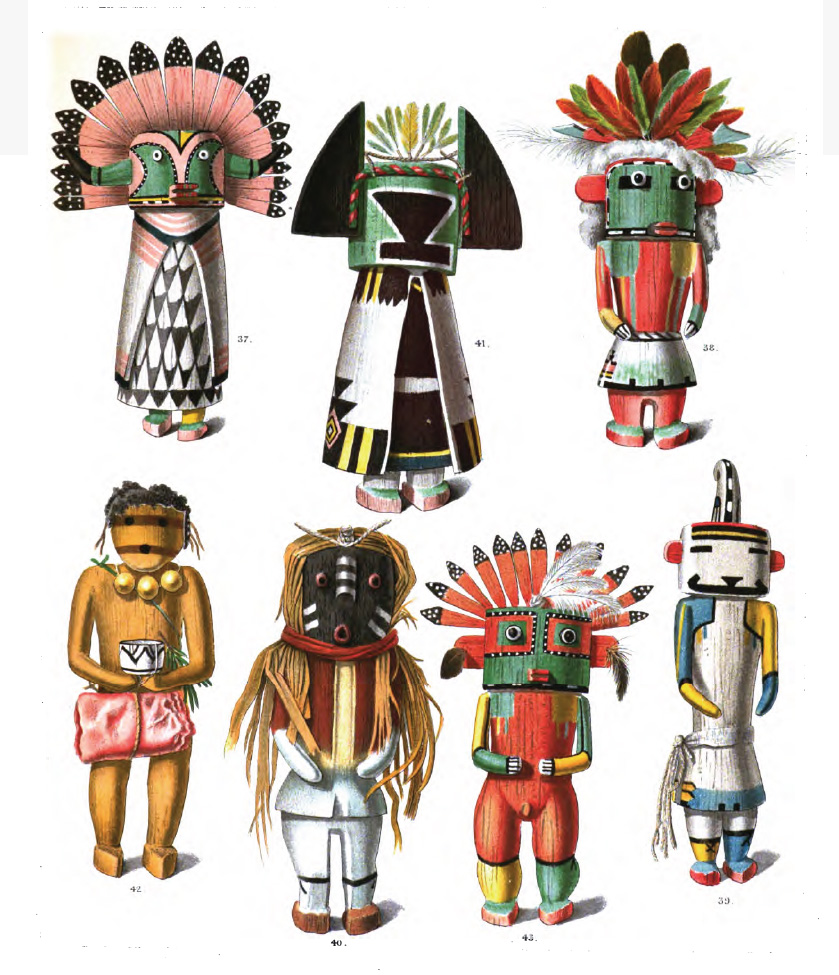
Dessin de poupées Kachinas issus d'un livre d'anthropologie de 1894.

Les kachinas ou katchinas (parfois retranscrits Katsina, au pluriel : Katsinam) sont des esprits dans la mythologie des Hopis et Zuñis du Nouveau-Mexique et de l'Arizona, dans le Sud Ouest des États-Unis. Esprits du feu, de la pluie, du serpent, ou encore esprits farceurs, espiègles, bienfaisants ou malfaisants, ils constituent en sorte un inventaire du monde visible et invisible. Six mois par an, à l'occasion de fêtes rituelles, ces esprits s'incarnent dans des danseurs masqués et vêtus de vêtements de circonstances. Des poupées de bois peintes de vives couleurs, également nommées kachinas et représentant ces danseurs, sont offertes aux enfants, à l'issue des fêtes, pour qu'ils se familiarisent avec le monde des esprits.

## Origine du rite
Claude Lévi-Strauss nous renseigne sur le mythe des katchina : 

« Les katchina sont les âmes des premiers enfants indigènes, dramatiquement noyés dans une rivière à l'époque des migrations ancestrales. [...] Quand les ancêtres des indiens actuels se furent enfin fixés dans leur village, le mythe rapporte que les katchina venaient chaque année leur rendre visite et qu'en partant, elles volent les enfants. Les indigènes, désespérés de perdre leur progéniture, obtinrent des katchina qu'elles restassent dans l'au-delà, en échange de la promesse de les représenter chaque année au moyen de masques et de danses. »

Pour Claude Lévi-Strauss, ce rite relève de l'initiation, les enfants ne doivent pas reconnaître leurs parents ou familiers sous les masques de ces esprits venus les récompenser pour leur bonne conduite. Si les enfants sont exclus de la caste des initiés que sont les parents qui mettent en place la mystification, c'est, explique l'ethnologue, « parce qu'ils sont les katchina [...]. Leur place est ailleurs, non pas avec les masques et les vivants, mais avec les Dieux et les morts ; avec les Dieux qui sont morts. Et les morts sont les enfants ». De non-initiés, les enfants prennent ainsi le rôle de « super-initiés » car la dualité entre initiés et non-initiés appelle la réciprocité et « si ce sont les initiés qui personnifient les fantômes des morts pour épouvanter les novices, c'est à ceux-ci qu'il appartiendra, dans un stade ultérieur du rituel, de les disperser et de prévenir leur retour ».

## Confection
Leur confection commence par la recherche d'une racine de peuplier américain (cottonwood). Les premières kachinas, les Püch tihu, étaient plates et d'un seul tenant : les bras faisaient partie intégrante du tronc et les jambes étaient inexistantes. Des transformations ont eu lieu à partir de 1870, notamment la séparation des membres inférieurs, l'apparition d'avant-bras. Année après année, les modifications se sont affinées pour aboutir aux poupées modernes, fidèles imitations des danseurs masqués, comme celles qui sont exposées dans les musées américains du Sud-Ouest des États-Unis (Heard Museum de Phoenix et Museum of Northern Arizona de Flagstaff).
L'évolution des poupées kachinas est en rapport avec l'âge de l'enfant qui la reçoit. Pour un nourrisson elle est sculptée dans un bloc, plate sans bras et parfois recouverte de sucre  et au fil des années la poupée devient plus élaborée, plus précise.

## Peinture

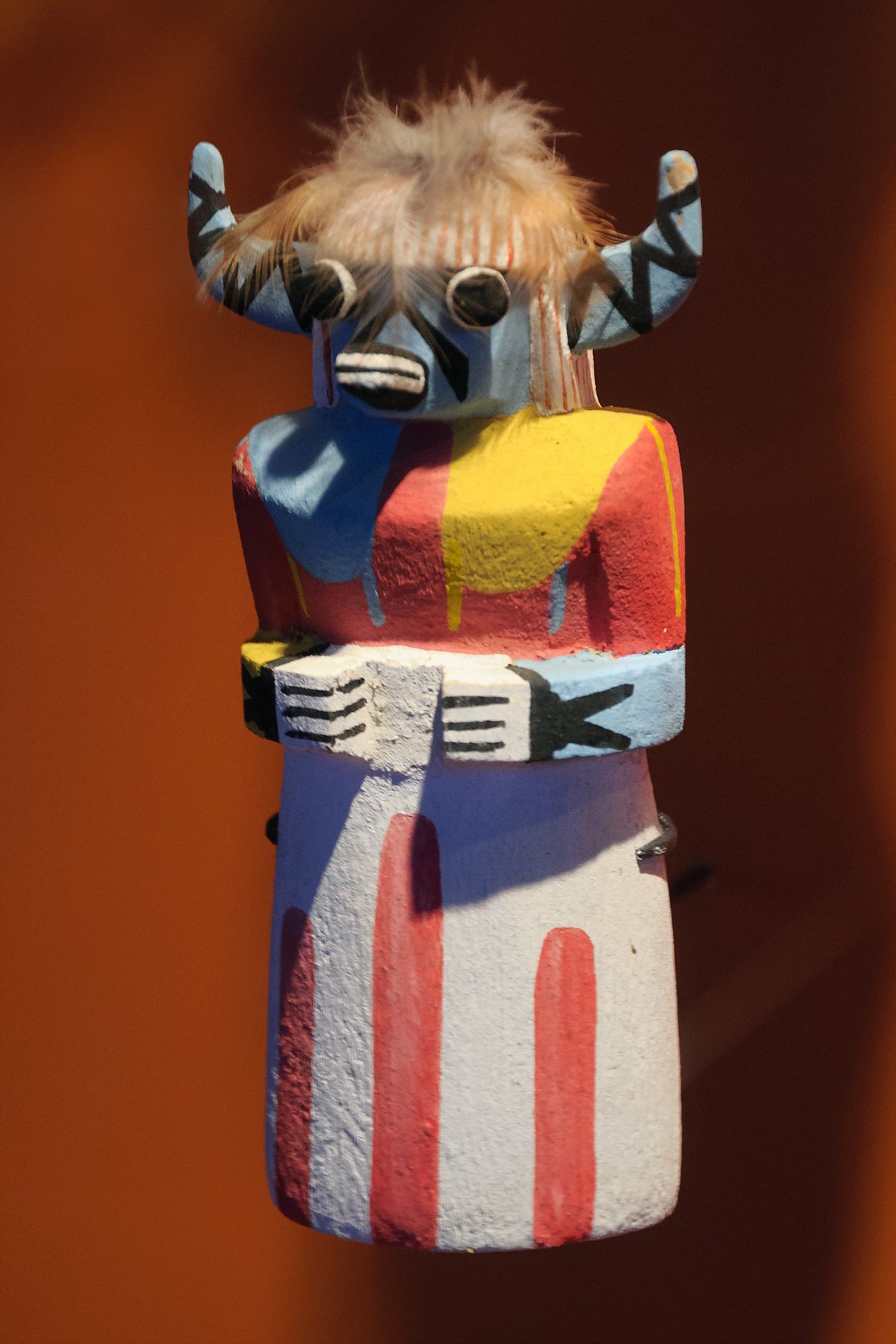
SakwaWakaKatsina — Katsina-Vache-Bleue (collection du laboratoire d'anthropologie sociale, Collège de France)

La peinture des kachinas est d'importance car les coloris sont associés aux six points cardinaux : le nord est figuré par le jaune, l'ouest par le bleu-vert, le sud par le rouge, l'est par le blanc, le zénith par le noir, le nadir par le multicolore ou le gris. Un ton peut symboliser la provenance de l'esprit kachina, un autre révèle sa fonction, un troisième témoigne de son appartenance à tel ou tel groupe d'esprits. Quant aux accessoires, ils sont la touche finale du créateur. Les plumes en sont l'ultime ornement. 
Le commerce aurait pu, en la banalisant, transformer la poupée kachina en un gadget mais ce n'est pas le cas. Le tihu reste le lien qui unit les Indiens à la terre de leurs ancêtres et le danseur kachina conserve son rôle d'éducateur privilégié et de gardien de la culture des Hopi et Zuni.

## Calendrier Hopis
Les Kachinas viennent pour vivre avec les hopis à la période du solstice d'hiver et demeurent jusqu'à juillet. Pendant cette période, on observe les danses suivantes :
- Janvier : Danse de la Kiva (PAMUYA)
- Février : Danse du haricot (POWAMU)
- Mars : Danse de la répétition(ANKTIONI)
- Avril : Danse de la plaza (SOYOHIM)
- Mai : Avril : Danse de la plaza (SOYOHIM)
- Juin : solstice d'été
- Juillet : Danse de la maison (NIMAN)

Le dernier semestre se compose de cérémonies non-masquées : 
- Août : Danse du serpent
- Septembre : Danse de la société des femmes (MARAU)
- Octobre : Danse de la société des femmes (OAQOLE)
- Novembre : Danse du renouveau (WUWUCHIM)
- Décembre : solstice d'hiver

## Polémique autour des ventes de Kachinas
Pour les communautés d'Arizona, la représentation publique de kachinas est offensante et irrespectueuse.
En avril 2013, 70 kachinas ont été vendues aux enchères pour un montant de 930 000 euros. La nation des Hopis a tenté d'interdire la vente et émis de nombreuses protestations, avec le soutien de Robert Redford, qui a qualifié la vente de « geste criminel ». Lors de cette vente, Pierre Servan-Schreiber et Richelle Dassin, sœur de Joe Dassin, ont acquis deux kachinas, qu'ils ont ensuite restituées aux Hopis.
En décembre 2013, les Hopis et l'ONG Survival International ont saisi la justice française pour interdire la vente d'objets sacrés prévue en décembre à Paris